# AC Cuneo 1905
Die Associazione Calcio Cuneo 1905 ist ein italienischer Fußballverein aus Cuneo. Der Verein wurde 1905 gegründet und trägt seine Heimspiele im Stadio Fratelli Paschiero aus, das Platz bietet für 3.100 Zuschauer. Der AC Cuneo 1905 spielte bisher ein Jahr in der Serie B und ist derzeit in der Lega Pro, der dritthöchsten Spielklasse in Italien, zu finden.

## Geschichte
Das heutige Associazione Calcio Cuneo 1905 wurde in genanntem Jahr als Unione Sportiva Alta Italia in Cuneo gegründet. Die Stadt mit heutzutage knapp 56.000 Einwohnern befindet sich in der Region Piemont und ist Hauptstadt der Provinz Cuneo. Erstmals am Spielbetrieb teil nahm die US Alta Italia im Jahr 1920, allerdings nur auf regionalem Level. 1925 gelang der erstmalige Aufstieg in die Terza Divisione, zwei Jahre später sogar der in die Seconda Divisione. Ebenfalls 1927 benannte man sich erneut um und führte fortan den Namen Polisportiva La Fedelissima Cuneese. Es folgten weitere Jahre des Spielbetriebs in der Seconda Divisione Piemontese, ab 1930 als Gruppo Sportivo Dopolavoro Cuneo Sportiva.
Im Jahre 1938 gelang Gruppo Sportivo Dopolavoro Cuneo Sportiva der erstmalige Aufstieg in die Serie C. Noch im gleichen Sommer änderte der Verein wiederum seinen Namen und hieß daraufhin Associazione Calcio Cuneo. Nachdem als Aufsteiger mit Platz zwölf der Klassenerhalt geglückt war, etablierte sich der AC Cuneo in der Serie C und spielte dort bis zur weltkriegsbedingten Spielpause 1943 bis 1945. Als Cuneo Sportiva spielte man 1945/46 das Qualifikationsturnier für die Serie B, scheiterte dort aber als Zwölfter an der Promotion für die zweithöchste italienische Spielklasse der Saison 1946/47. Stattdessen trat Cuneo in jener Spielzeit in der Serie C an und wurde dort in der Nordgruppe Vierter. Im Jahr darauf musste als Neunter der Nord-Gruppe jedoch der Abstieg in die Promozione hingenommen werden, woraufhin Cuneo für Jahrzehnte aus den oberen Bereichen des italienischen Fußballs verschwand.
Zwischen 1964 und 1971 sowie zwischen 1975 und 1978 spielte der AC Cuneo in der Serie D und verpasste während dieser Zeit in der Saison 1965/66 als Dritter die Rückkehr in die Drittklassigkeit nur knapp. Nach 1978 folgten jedoch weitere Jahre unterklassigen Fußballs. Von 1989 bis 1992 fand man den AC Cuneo für drei Spielzeiten in der Serie C2, wo in den ersten beiden Spielzeiten als Achter und Siebter ordentliche Platzierungen erreicht wurden, im dritten Jahr jedoch der Abstieg folgte.
1998 nahm der Verein den noch heute gültigen Namen Associazione Calcio Cuneo 1905 an, während man im fünftklassigen Campionato Nazionale Dilettanti spielte. Als Erster der Girone A der Serie D 2004/05 gelang die Rückkehr in die Serie C2, wo man sich aber nicht langfristig halten konnte und drei Jahre später wieder abstieg. Als Meister der Serie D 2010/11 – das Endspiel um den Serie-D-Scudetto wurde mit 1:0 gegen den langjährigen Erstligisten ASD Perugia Calcio gewonnen – kehrte Cuneo in die mittlerweile in Lega Pro Seconda Divisione umbenannte vierte Liga zurück. Nur ein Jahr später gelang als Dritter der Girone A der Lega Pro Seconda Divisione und nach gewonnenen Playoff-Spielen gegen die AC Rimini 1912 sowie Virtus Entella der direkte Durchmarsch in die Lega Pro Prima Divisione, Italiens dritthöchste Spielklasse zu diesem Zeitpunkt. Damit spielte der AC Cuneo erstmals seit 1948 wieder drittklassig. Dort stieg man jedoch sofort wieder ab. Allerdings konnte der AC Cuneo 1905 als Meister der Girone A der Serie D 2014/15 den Aufstieg in die Lega Pro erreichen, die seit einer Ligareform 2014 dritthöchste Spielklasse im italienischen Fußball ist.

## Erfolge
- Scudetto Serie D: 1× (2010/11)

- Stella al merito sportivo: 1× (1985)

## Ehemalige Spieler
- Ercole Rabitti (1945–1946)
- Daniel Pedro Minorelli (2009–2010)
- Enrico Fantini (2010–2013)

## Ehemalige Trainer
- Virgilio Felice Levratto (1962–1963)
- Giancarlo Corradini (2008–2009)